# Bahnhof Amsterdam Holendrecht
Der Bahnhof Amsterdam Holendrecht (niederländisch Station Amsterdam Holendrecht) ist ein Durchgangsbahnhof der niederländischen Bahngesellschaft NS im Südosten der niederländischen Hauptstadt Amsterdam.

## Geschichte
Die oberirdische U-Bahn-Station wurde am 16. Oktober 1977, als südliches Ende der Metrolinie M54 eröffnet. 1982 bis zu ihrem heutigen Endpunkt Gein verlängert. Seit dem 28. Mai 1997 hält auch die M50 an der Station.
Im März 2007 begannen die Bauarbeiten für die Station Holendrecht. Die Inbetriebnahme erfolgte zum Fahrplanwechsel am 14. Dezember. Der Bahnhof liegt zwischen dem Bahnhof Amsterdam Bijlmer Arena und Abcoude. Es halten ausschließlich Regionalzüge.
Der Bahnhof verfügt über zwei Gleise für die Metro und direkt daneben über zwei Gleise für den Zugverkehr.

## Streckenverbindungen
Im Jahresfahrplan 2022 verkehren folgende Linien am Bahnhof Amsterdam Holendrecht:
| Zugtyp   | Linienverlauf | Frequenz |
| -------- | --- | --- |
| Sprinter | Uitgeest – Zaandam – Amsterdam Centraal – Amsterdam Holendrecht – Breukelen – Woerden – Gouda – Rotterdam Centraal                       | halbstündlich                                                                                                  |
| Sprinter | Uitgeest – Zaandam – Amsterdam Centraal – Amsterdam Holendrecht – Breukelen – Utrecht Centraal – Driebergen-Zeist (– Veenendaal Centrum) | halbstündlich (fährt nicht nach 20 Uhr; fährt nur in der HVZ zwischen Driebergen-Zeist und Veenendaal Centrum) |
| Metro    | M50: Isolatorweg – Zuid – Overamstel – Van der Madeweg – Bijlmer ArenA – Holendrecht – Gein                                              | zehnminütig |
| Metro    | M54: Centraal Station – Spaklerweg – Van der Madeweg – Bijlmer ArenA – Holendrecht – Gein                                                | zehnminütig |

## Weblinks

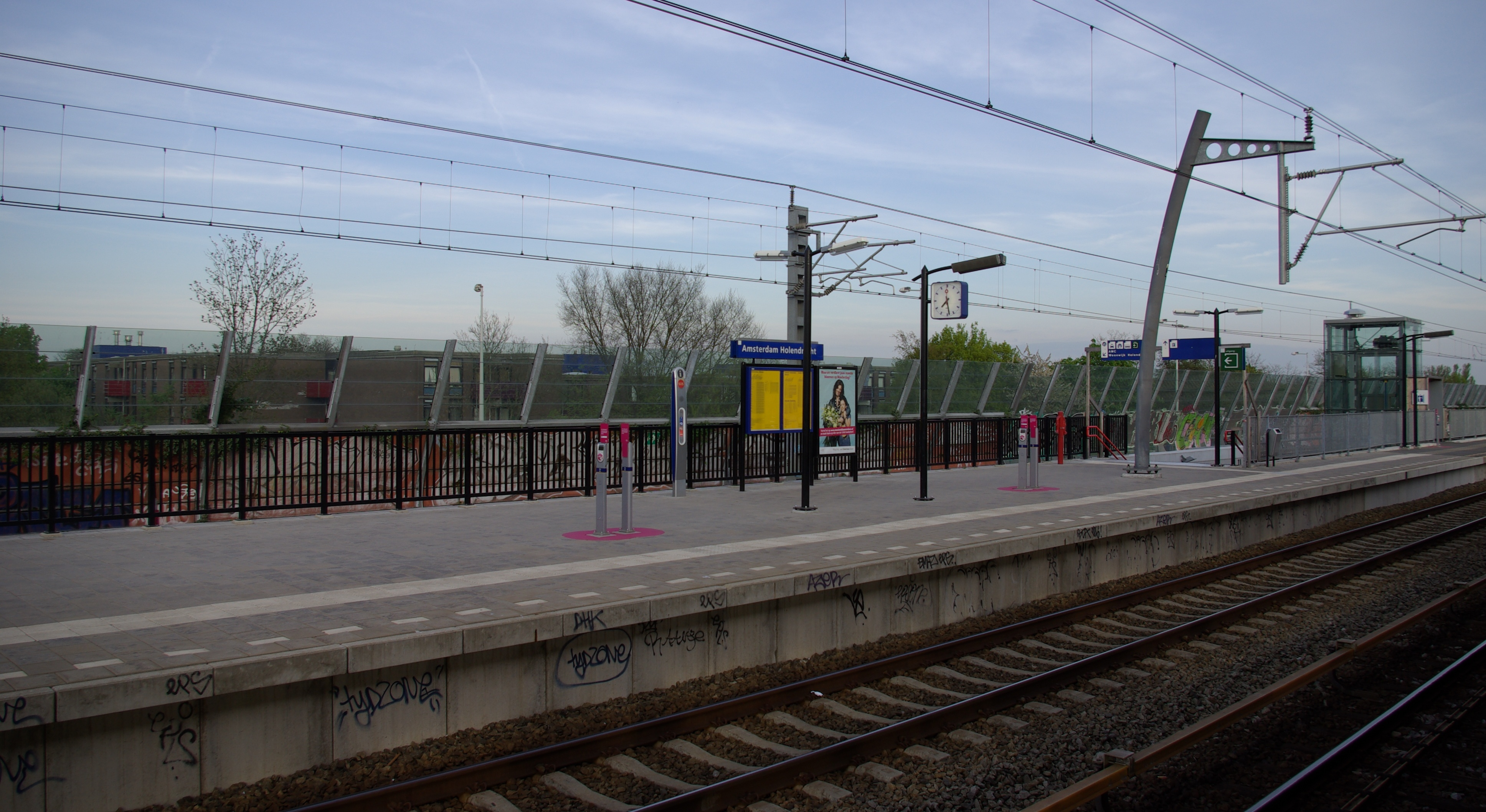
Ein Bahnsteig am Bahnhof (2010)